# 戴弗任山
73°9′S 163°30′E / 73.150°S 163.500°E
戴弗任山是南極洲的山峰，位於維多利亞地的彭內爾海岸，處於佩恩山東端，以新西蘭探險隊命名，現時由南極條約體系管理。